# 大木俊九郎
大木俊九郎（1879年—1967年），號桃江，筆名葉隱，日本佐賀縣人，教育家。擔任臺灣新竹中學校（今國立新竹高級中學）首任校長。他對學生不分「內地」（日人）「島民」（臺人），均一視同仁。並崇拜乃木希典，頌揚明治精神，並要求學生剛健樸素、尊敬師長。擔任竹中校長期間對學生要求相當嚴格，對於違反規定或表現不良的學生會予以停學或退學，此外他對當時盛行的棒球運動持反對態度，禁止竹中學生打棒球。
他對於和歌、書畫、音樂以及劍道亦有鑽研，尤其是劍道，而地方上有藝文活動時經常擔任評審。二次大戰後，曾於1964年應邀返回新竹過。

## 生平
大木俊九郎出生於明治十二年（1879年），先後就讀過佐賀中學、舊制第五高等學校，於明治三十六年（1903年）自東京帝大文科畢業，而後在日本愛媛、山梨、福岡、沖繩、廣島等地的中學任教。

### 來臺任職
大木俊九郎在大正十年（1921年）時來臺擔任臺中商業學校（今國立臺中科技大學）首席教諭，隔年擔任新竹中學校首任校長（1922年4月－1932年4月），奠立竹中的基礎。他的教育理念就如竹中校歌（日治時代版、《新竹中學校第一校歌》）所述：「…（所有的竹中人），都應永遠追求知識和世間萬物的真理（鏡と澄さむ 明けき知恵を 萬世不朽の 真理を追いつ）…」。此外大木俊九郎每天早上都會親自打掃庭園，不知情的人還會誤以為他是校工。
他對於新竹中學校的學生要求相當嚴格，強調樸素剛健的理念。為此他要求褲子兩旁不能有口袋，上學時務必要使用綁腿、背皮背包，洗臉不許用肥皂。也由於其治校理念與個性，引發了一些事件。像是在昭和元年（1926年）因為有7、80名學生違反他禁止學生去新竹公會堂觀看天華大奇術團表演的禁令，遂遭到停學處分直到懂得悔悟向校長道歉為止，而引來新竹州廳的關切，希望他取消停學處分。而在昭和五年（1930年）1月的學生辯論會上，身為代表的鍾萬選、陳蘭芳兩人因為發表了不滿的言論且舉例要求「教師要像太陽無差別地照顧大地一樣，善導全體學生，才是有人情味的老師，動輒退學，絕非教育的主旨」。兩人發言完後，大木俊九郎不做講評，直接指責學生「言論不穩」，要提出退學處分。此外雖然臺灣在日治時期引入了棒球，且頗有一番成就，但大木俊九郎認為棒球過度著重於選手的育成，最後只是少數人的運動，而且會過度強調追求勝利，故禁止竹中學生打棒球。
大木俊九郎任職竹中校長期間，對於該校的劍道教育不遺餘力。劍道課時會與學生對打練習，且跟技藝部分相較之下，他更重視劍道修身的部分。一些竹中校友對劍道課有相當深的印象，如鄭肇芳（第1屆）認為「練劍使人精神專注，反應敏捷」且有助於他們對心性的涵養工夫，也對他們進入社會有所影響；劉翼宗（第5屆）則認為劍道對鍛鍊他懦弱的性格頗有幫助。
他在昭和七年（1932年）因為任職醫生的兒子和護士戀愛，有違當時的職場倫理，覺得這是他家庭教育失敗，沒有資格繼續擔任校長，難為師生表率，故辭職返回日本。

### 返回日本
大木俊九郎在昭和七年（1932年）返回日本。而後於1937年曾任第6任日本佐賀縣立圖書館館長，任期從昭和十二年（1937年）2月6日至昭和十八年（1943年）4月8日:75。經常以「葉隱」為筆名發表作品。二次大戰後於民國五十三年（1964年）應竹中校友之邀返回新竹，後於日本昭和四十二年（1967年）去世。享壽88歲。

## 其他
新竹州知事常吉德壽在離任後，曾表示自己在新竹州任期不久，也無政績，唯一可值得告慰之處是為新竹州聘得一位名師（即大木俊九郎）作育人才。